# Liste der Herrscher der Moldau
Diese Liste enthält die Herrscher des Fürstentums Moldau (auch als Fürstentum Moldawien bekannt).

Wappen des Fürstentum Moldau

| Herrschaft                                                                           | Name |
| ------------------------------------------------------------------------------------ | --- |
| 1352–1353                                                                            | Dragoș |
| 1354–1358                                                                            | Sas |
| 1359                                                                                 | Bâlc |
| 1359–1367                                                                            | Bogdan I. |
| 1367–1368                                                                            | Petru I. |
| 1368–1373                                                                            | Lațcu |
| 1373–1375                                                                            | Costea |
| 1375–1391                                                                            | Petru II. |
| 1391–1394                                                                            | Roman I. Musat |
| 1394–1399                                                                            | Ștefan I. |
| 1399–1400                                                                            | Iuga |
| 1400–1432                                                                            | Alexandru cel Bun (Alexander der Gute)                                                                                        |
| 1432–1433                                                                            | Iliaș I. |
| 1433–1435                                                                            | Ștefan II. |
| 1435–1436                                                                            | Iliaș I. |
| 1436–1442                                                                            | Iliaș I. und Ștefan I. |
| 1442–1447                                                                            | Ștefan II. |
| 1447                                                                                 | Petru III. |
| 1447–1448                                                                            | Roman II. |
| 1448–1449                                                                            | Petru III. |
| 1449                                                                                 | Alexandrel |
| 1449–1451                                                                            | Bogdan II. |
| 1451–1452                                                                            | Petru Aron |
| 1452–1454                                                                            | Alexandrel Vodă |
| 1454–1455                                                                            | Petru Aron |
| 1455                                                                                 | Alexandrel Vodă |
| 1455–1457                                                                            | Petru Aron |
| 1457–1504                                                                            | Ștefan cel Mare (Stephan der Große)                                                                                           |
| 1504–1517                                                                            | Bogdan III. cel Orb |
| 1517–1527                                                                            | Ștefăniță |
| 1527–1538                                                                            | Petru Rareș |
| 1538–1540                                                                            | Ștefan Lăcustă |
| 1540–1541                                                                            | Alexandru Cornea |
| 1541–1546                                                                            | Petru Rareș |
| 1546–1551                                                                            | Iliaș II. |
| 1551–1552                                                                            | Ștefan VI. Rareș |
| 1552                                                                                 | Ioan Joldea |
| 1552–1561                                                                            | Alexandru Lăpușneanu |
| 1561–1563                                                                            | Despot Vodă (Ioan Iacob Eraclid)                                                                                              |
| 1563–1564                                                                            | Ștefan Tomșa |
| 1564–1568                                                                            | Alexandru Lăpușneanu |
| 1568–1572                                                                            | Bogdan IV. |
| 1572–1574                                                                            | Ioan Vodă cel Viteaz |
| 1574–1577                                                                            | Petru Șchiopul |
| 1577                                                                                 | Ioan Potcoavă |
| 1578–1579                                                                            | Petru Schiopul |
| 1579–1582                                                                            | Iancu Sasul |
| 1582–1591                                                                            | Petru Șchiopul |
| 1591–1592                                                                            | Aron Tiranul |
| 1592                                                                                 | Alexandru cel Rău |
| 1592                                                                                 | Petru Cazacul |
| 1592–1595                                                                            | Aron Tiranul |
| 1595                                                                                 | Ștefan Răzvan |
| 1595–1600                                                                            | Ieremia Movilă |
| 1600                                                                                 | Mihai Viteazul (Michael der Tapfere)                                                                                          |
| 1600–1606                                                                            | Ieremia Movilă |
| 1606–1607                                                                            | Simion Movilă |
| 1607                                                                                 | Mihail Movilă |
| 1607                                                                                 | Constantin Movilă |
| 1607                                                                                 | Mihail Movilă |
| 1607–1611                                                                            | Constantin Movilă |
| 1611–1615                                                                            | Ștefan II. Tomsa |
| 1615–1616                                                                            | Alexandru Movilă |
| 1616–1619                                                                            | Radu Mihnea |
| 1619–1620                                                                            | Gaspar Gratiani |
| 1620–1621                                                                            | Alexandru Ilias |
| 1621–1623                                                                            | Ștefan II. Tomsa |
| 1623–1626                                                                            | Radu Mihnea |
| 1626–1629                                                                            | Miron Barnovschi-Movilă |
| 1629–1630                                                                            | Alexandru Coconul |
| 1630–1631                                                                            | Moise Movilă |
| 1631–1633                                                                            | Alexandru Ilias |
| 1633                                                                                 | Miron Barnovschi-Movilă |
| 1633–1634                                                                            | Moise Movilă |
| 1634–1653                                                                            | Vasile Lupu |
| 1653–1658                                                                            | Gheorghe Ștefan |
| 1658–1659                                                                            | Gheorghe Ghica |
| 1659                                                                                 | Constantin Șerban Basarab |
| 1659–1661                                                                            | Ștefăniță Lupu |
| 1661                                                                                 | Constantin Șerban Basarab |
| 1661                                                                                 | Ștefăniță Lupu |
| 1661–1665                                                                            | Eustatie Dabija |
| 1665–1666                                                                            | Gheorghe Duca |
| 1666–1668                                                                            | Iliaș Alexandru |
| 1668–1672                                                                            | Gheorghe Duca |
| 1672–1673                                                                            | Ștefan Petriceicu |
| 1673                                                                                 | Dumitrașcu Cantacuzino |
| 1673–1674                                                                            | Ștefan Petriceicu |
| 1674–1675                                                                            | Dumitrașcu Cantacuzino |
| 1675–1678                                                                            | Antonie Ruset (Rosetti) |
| 1678–1683                                                                            | Gheorghe Duca |
| 1683–1684                                                                            | Ștefan Petriceicu |
| 1684–1685                                                                            | Dumitrașcu Cantacuzino |
| 1685–1693                                                                            | Constantin Cantemir |
| 1693                                                                                 | Dimitrie Cantemir |
| 1693–1695                                                                            | Constantin Duca |
| 1695–1700                                                                            | Antioh Cantemir |
| 1700–1703                                                                            | Constantin Duca |
| 1703                                                                                 | Kanzler Ioan Buhus |
| 1703–1705                                                                            | Mihai Racoviță |
| 1705–1707                                                                            | Antioh Cantemir |
| 1707–1709                                                                            | Mihai Racoviță |
| 1709–1710                                                                            | Kanzler Ioan Buhus |
| 1709–1710                                                                            | Nicolae Mavrocordat |
| 1710–1711                                                                            | Dimitrie Cantemir |
| 1711                                                                                 | Kaimakam (Fürststatthalter) Lupu Costachi                                                                                     |
| 1711                                                                                 | Kaimakam Ioan Mavrocordat |
| 1711–1715                                                                            | Nicolae Mavrocordat |
| 1715–1726                                                                            | Mihai Racoviță |
| 1726–1733                                                                            | Grigore II. Ghica |
| 1733–1735                                                                            | Constantin Mavrocordat |
| 1735–1739                                                                            | Grigore II. Ghica |
| 1739                                                                                 | Russische Besetzung |
| 1739–1741                                                                            | Grigore II. Ghica |
| 1741–1743                                                                            | Constantin Mavrocordat |
| 1743–1747                                                                            | Ioan Mavrocordat |
| 1747–1748                                                                            | Grigore II. Ghica |
| 1748–1749                                                                            | Constantin Mavrocordat |
| 1749                                                                                 | Iordache Stavrachi |
| 1749–1753                                                                            | Constantin Racoviță |
| 1753–1756                                                                            | Matei Ghica |
| 1756–1757                                                                            | Constantin Racoviță |
| 1757–1758                                                                            | Scarlat Ghica |
| 1758–1761                                                                            | Ioan Teodor Callimachi |
| 1761–1764                                                                            | Grigore Callimachi |
| 1764–1767                                                                            | Grigore III. Ghica |
| 1767–1769                                                                            | Grigore Callimachi |
| 1769                                                                                 | Constantin Mavrocordat |
| 1769–1774                                                                            | Russische Besetzung |
| 1774–1777                                                                            | Grigore III. Ghica |
| 1777–1782                                                                            | Constantin Moruzi |
| 1782–1785                                                                            | Alexandru Mavrocordat (Delibey)                                                                                               |
| 1785–1786                                                                            | Alexandru Mavrocordat (Firaris)                                                                                               |
| 1786–1788                                                                            | Alexandru Ipsilanti |
| 1787–1791                                                                            | österreichische Besetzung |
| 1788–1789                                                                            | Manole (Emanuel) Giani Ruset                                                                                                  |
| 1788–1791                                                                            | russische Besetzung |
| 1792                                                                                 | Alexandru Moruzi |
| 1792–1795                                                                            | Mihai Șutu |
| 1795–1799                                                                            | Alexandru Callimachi |
| 1799–1801                                                                            | Constantin Ipsilanti |
| 1801–1802                                                                            | Alexandru Sutu |
| 1802                                                                                 | Kanzler Iordache Conta und andere Kaimakame                                                                                   |
| 1802–1806                                                                            | Alexandru Moruzi |
| 1806                                                                                 | Scarlat Callimachi |
| 1806–1807                                                                            | Alexandru Moruzi |
| 1806–1812                                                                            | Russische Besetzung |
| 1807                                                                                 | Alexandru Hangerli |
| 1807–1810                                                                            | Scarlat Callimachi (herrschte nicht eigentlich)                                                                               |
| 1806                                                                                 | Iordache Ruset-Roznovanu Kaimakam                                                                                             |
| 1807–1812                                                                            | Metropolit Veniamin Costache und andere Kaimakame                                                                             |
| 1812–1819                                                                            | Scarlat Callimachi |
| 1819–1821                                                                            | Mihail Sutu |
| 1819                                                                                 | Seneschalle Manu und Rizo |
| 1821                                                                                 | Metropolit Veniamin Costache                                                                                                  |
| 1821                                                                                 | Alexandros Ypsilantis (Hetaeria)                                                                                              |
| 1821–1822                                                                            | Stefan Bogoridi Kaimakam |
| 1821–1822                                                                            | Osmanische Besetzung |
| 1822–1828                                                                            | Ioniță Sandu Sturdza |
| 1828–1834                                                                            | Russische Besetzung |
| 1834–1849                                                                            | Mihail Sturdza |
| 1849–1853                                                                            | Grigore Alexandru Ghica |
| 1853–1854                                                                            | Russische Besetzung |
| 1854–1856                                                                            | Grigore Alexandru Ghica |
| 1856                                                                                 | Außerordentlicher administrativer Rat                                                                                         |
| 1856–1857                                                                            | Theodor Balsch |
| 1857–1858                                                                            | Nicolae Vogoride |
| 1858–1859                                                                            | Caimacam-Herrschaft der Drei: Ștefan Catargiu (tritt 1858 zurück, I. A. Cantacuzino folgt), Vasile Sturdza und Anastasie Panu |
| 1859 Vereinigung der Fürstentümer Moldau und Walachei, seit 1861 Fürstentum Rumänien | |
| 1859–1861                                                                            | Alexandru Ioan I. Cuza |

## Siehe auch

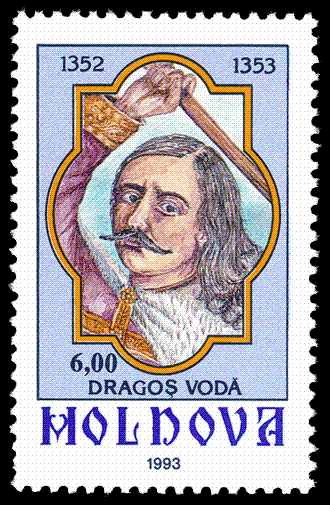
Dragoș (1352–1353)
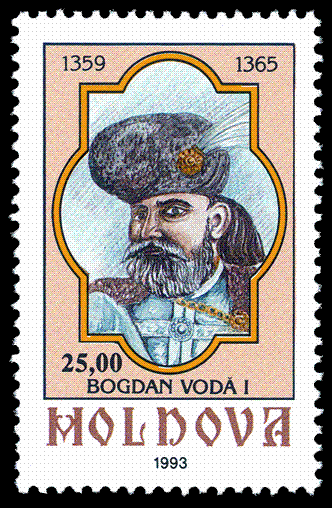
Bogdan I. (1359–1365)
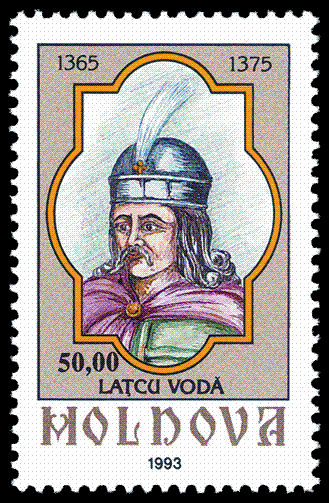
Lațcu (1365–1373)
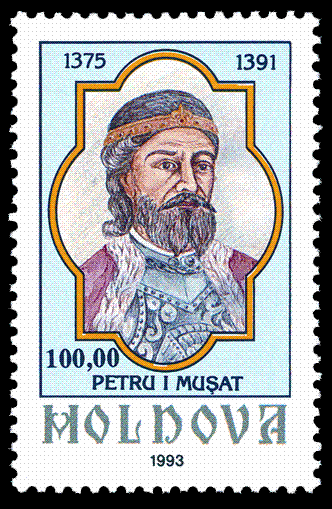
Petru I. (1375–1391)
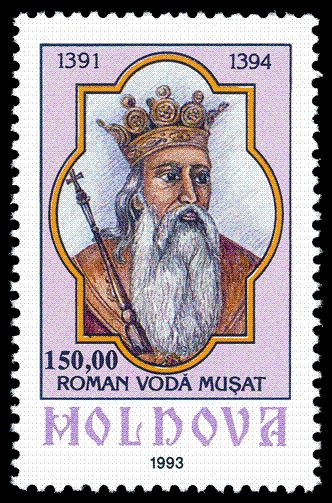
Robert I. Musat (1391–1394)
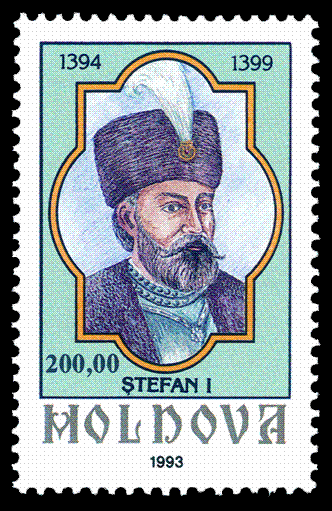
Ștefan I. (1394–1399)
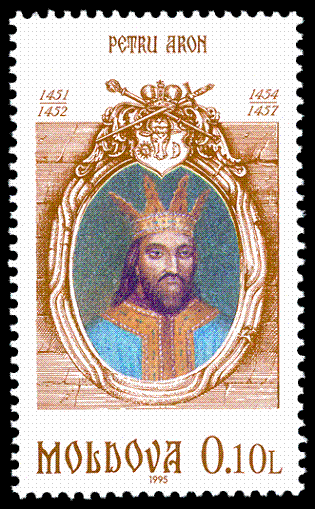
Petru Aron (1451–1452/1454–1457)
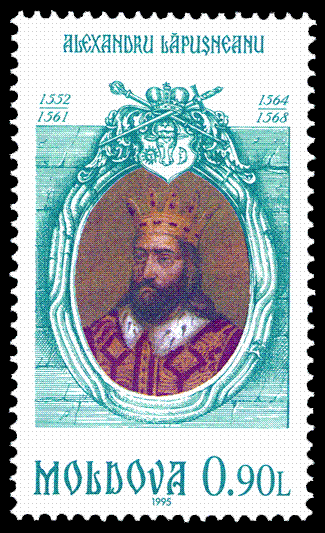
Alexandru Lăpușneanu (1552–1561/1564–1568)